# CS-413
De CS-413 (Carretera Secundaria 413) een secundaire weg in Andorra. De weg verbindt Arinsal met het skigebied Vallnord en het massief van de Pic de Comapedrosa en is ongeveer 4,5 kilometer lang.